# Dubá
Dubá är en stad i Tjeckien. Den ligger i den norra delen av landet, 50 km norr om huvudstaden Prag. Dubá ligger 270 meter över havet och antalet invånare är 1 753.
Terrängen runt Dubá är huvudsakligen platt. Dubá ligger nere i en dal.Runt Dubá är det glesbefolkat, med 19 invånare per kvadratkilometer. Närmaste större samhälle är Česká Lípa, 16,1 km norr om Dubá. I omgivningarna runt Dubá växer i huvudsak blandskog.